# Nowe Warpno
Nowe Warpno é um município da Polônia, na voivodia da Pomerânia Ocidental e no condado de Police. Estende-se por uma área de 24,51 km², com 1 192 habitantes, segundo os censos de 2019, com uma densidade de 49 hab/km².